# Adenophora capillaris
Adenophora capillaris är en klockväxtart som beskrevs av William Botting Hemsley. Adenophora capillaris ingår i släktet kragklockor, och familjen klockväxter.

## Underarter
Arten delas in i följande underarter:
- A. c. capillaris
- A. c. leptosepala